# Lake Mack-Forest Hills
Lake Mack-Forest Hills é uma Região censo-designada localizada no estado americano de Flórida, no Condado de Lake.

## Demografia
Segundo o censo americano de 2000, a sua população era de 989 habitantes.

## Geografia
De acordo com o United States Census Bureau tem uma área de
13,1 km², dos quais 12,3 km² cobertos por terra e 0,8 km² cobertos por água.

## Localidades na vizinhança
O diagrama seguinte representa as localidades num raio de 16 km ao redor de Lake Mack-Forest Hills.